# Khrebet Koltsankharyu
Khrebet Koltsankharyu är kullar i Finland, på gränsen till Ryssland. De ligger i den norra delen av landet, 800 km norr om huvudstaden Helsingfors.